# Magmamemoria
| Recensione | Giudizio |
| ---------- | -------- |
| Ondarock   | 7/10     |
| Rockol     | 8/10     |

Magmamemoria è il quarto album in studio della cantautrice italiana Levante, pubblicato il 4 ottobre 2019.

## Tracce
Testi e musiche di Claudia Lagona, eccetto dove indicato diversamente.
1. Magmamemoria – 2:39
2. Andrà tutto bene – 3:47
3. Bravi tutti voi – 3:05
4. Regno animale – 3:29 (Antonio Di Martino, Lorenzo Urciullo, Luca Serpenti)
5. Reali – 3:32 (musica: Claudia Lagona, Antonio Filippelli, Antonio Di Martino)
6. Questa è l'ultima volta che ti dimentico – 2:54
7. Se non ti vedo non esisti – 3:37 (musica: Claudia Lagona, Dario Faini)
8. Il giorno prima del giorno dell'inizio non ha mai avuto fine – 3:54
9. Saturno – 3:13
10. Rancore – 3:34
11. Lo stretto necessario (feat. Carmen Consoli) – 3:51 (Antonio Di Martino, Levante, Lorenzo Urciullo)
12. Antonio – 5:49
13. Arcano 13 – 3:15

### Magmamemoria MMXX (Deluxe Edition)

#### CD1 - Magmamemoria MMXX
Testi e musiche di Levante, eccetto dove indicato.
1. Magmamemoria – 2:39
2. Tikibombom – 3:15
3. Andrà tutto bene – 3:47
4. Bravi tutti voi – 3:05
5. Regno animale – 3:29 (Antonio Di Martino, Lorenzo Urciullo, Luca Serpenti)
6. Reali – 3:32 (musica: Levante, Antonio Filippelli, Antonio Di Martino)
7. Questa è l'ultima volta che ti dimentico – 2:54
8. Se non ti vedo non esisti – 3:37 (musica: Levante, Dario Faini)
9. Il giorno prima del giorno dell'inizio non ha mai avuto fine – 3:54
10. Saturno – 3:13
11. Rancore – 3:34
12. Lo stretto necessario (feat. Carmen Consoli) – 3:51 (Antonio Di Martino, Levante, Lorenzo Urciullo)
13. Antonio – 5:49
14. Arcano 13 – 3:15
15. Andrà tutto bene (MMXX) – 4:44
16. Lo stretto necessario (MMXX) – 4:22
17. Bravi tutti voi (MMXX) – 3:43
18. Se non ti vedo non esisti (MMXX) – 3:57

#### CD2 - Magmamemoria Live al Mediolanum Forum
Testi e musiche di Levante, eccetto dove indicato.
1. Magmamemoria – 3:22
2. Andrà tutto bene – 4:05
3. Bravi tutti voi – 3:09
4. Regno animale – 3:30 (Antonio Di Martino, Lorenzo Urciullo, Luca Serpenti)
5. Reali – 3:35 (musica: Levante, Antonio Filippelli, Antonio Di Martino)
6. Questa è l'ultima volta che ti dimentico – 2:54
7. Se non ti vedo non esisti – 3:44 (musica: Levante, Dario Faini)
8. Il giorno prima del giorno dell'inizio non ha mai avuto fine – 3:57
9. Saturno – 3:21
10. Rancore – 3:37
11. Lo stretto necessario (feat. Dimartino e Colapesce) – 4:40 (Antonio Di Martino, Levante, Lorenzo Urciullo)
12. Antonio – 5:50
13. Arcano 13 – 6:02

## Formazione
- Levante – voce, basso, chitarra acustica, pianoforte
- Antonio Filippelli – basso, chitarra elettrica, chitarra acustica, sintetizzatore, programmazione
- Gianmarco Manilardi – programmazione
- Alessio Sanfilippo – batteria, percussioni
- Daniele Fiaschi – chitarra elettrica, chitarra acustica
- Daniel Bestonzo – tastiere, mellotron, pianoforte, sintetizzatore, wurlitzer
- Budapest Art Orchestra – archi
- Elisabetta Isola – soprano

## Classifiche

### Classifiche settimanali
| Classifica (2019) | Posizione massima |
| ----------------- | ----------------- |
| Italia            | 4                 |

### MMXX Deluxe Edition
| Classifica (2020) | Posizione massima |
| ----------------- | ----------------- |
| Italia            | 5                 |

### Classifiche di fine anno
| Classifica (2020) | Posizione |
| ----------------- | --------- |
| Italia            | 82        |